# Șirăuți
Șirăuți è un comune della Moldavia situato nel distretto di Briceni di 2.407 abitanti al censimento del 2004.